# Česko.Digital
Česko.Digital je dobrovolnická organizace, která sdružuje dobrovolníky, hlavně z oblasti IT, kteří pracují na digitálních projektech pro neziskové organizace, státní správu či samosprávu. Organizaci založil Jakub Nešetřil společně s Radkou Horákovou a Evou Pavlíkovou, která od roku 2021 v roli CEO organizaci řídí.

## Projekty
V roce 2022 se do aktivit organizace zapojilo více než 5000 dobrovolníků, podařilo se jim dokončit 11 projektů:
- Učíme online, kdy součástí byla sbírka počítačů pro téměř 2800 rodin, které si nemohly počítače pro výuku dětí během pandemie covidu-19 dovolit, po skončení přešla celá iniciativa pod organizaci Člověk v tísni.[4] Kromě toho bylo cílem usnadnit co nejvíce školám využívání digitálních technologií ve výuce.[5]
- Cityvizor, kdy Česko.Digital zmodernizovalo web aplikace, kde občasné mohou sledovat hospodaření své obce[6]
- Dáme roušky
- Nedlužím státu, webová aplikace, která nahrazuje nedostatečnou státní komunikaci, jestli občasné nedluží např. na zdravotním pojištění, za svozy odpadu, psa nebo dopravní přestupky.[7]
- Inovace zpravodajského storytellingu
- Covid Portál
- Naši politici
- Začni učit!
- Spolu na dálku
- Pohyb je řešení
- Mapa ukrajinských hraničních přechodů

Dalších více než 16 projektů bylo v roce 2022 v realizační fázi, například:
- Jehlomat
- Veřejné zakázky spolu
- Preventivka
- Nepanikař
- Movapp.cz, mobilní aplikace, která vznikla pro uprchlíky přicházející do České republiky z Ukrajiny, aby mohla překonat jazykovou bariéru a lépe začlenit Ukrajince do běžného života. Aplikace obsahuje slovíčka a fráze podle životních situací, obrázky pro děti a abecedu.[9]
- Volební kalkulačka 2022

## Financování
Ze začátku organizaci sponzoroval zakladatel Jakub Nešetřil. Prvním významným partnerem se v roce 2020 stala Nadace České spořitelny, dále se zapojila Bakala Foundation, Nadace PPF, Livesport a Nadace Avast.